# Pär Ericson
Pär Ericson (født Pär Olov Eriksson; 29. december 1941, død 3. september 1999) var en svensk skuespiller.
Ericson blev født i Uppsala, men voksede op i Enköping. Han udviklede et stærkt talent for scenespil og søgte senere ind på Skara Skolscen, hvor han blev optaget. Efter studierne fik han en stilling på Riksteatern i 1966 og blev derefter ansat på blandt andet Oscarsteatern, Örebro länsteater og Helsingborg stadsteater. Han var sidenhen engageret ved Malmö stadsteater og blev i sin karriere bedst kendt for at spille tragikomiske roller.
Ericson døde af et hjerteanfald den 3. september 1999, kun 57 år gammel.

## Udvalgt filmografi
- 1939 (1989)
- Sunes jul (julekalender, 1991)
- Slangebøssen (1993)
- Manden på balkonen (1993)
- Sunes sommer (1993)
- Frihedens skygge (tv-serie, 1994)
- Et hjørne af paradis (1997)
- Julens hjältar (julekalender, 1999)
- Labyrinten (tv-serie, 2000)